# Jörg Brüdern
Jörg Brüdern (Salzgitter, 1 de agosto de 1962) é um matemático alemão. Trabalha com teoria dos números e análise.
Brüdern estudou matemática, física teórica e astronomia na Universidade de Göttingen e na Universidade de Oxford. Em 1988 obteve um doutorado na Universidade de Göttingen, com a tese Iterationsmethoden in der additiven Zahlentheorie, orientado por Samuel Patterson, e onde também obteve em 1991 a habilitação (Sieves, the circle method and Waring´s problem for cubes). Foi de 1994 a 2009 professor da Universidade de Stuttgart. Desde 2009 é professor da Universidade de Göttingen.
Trabalha com teoria dos números analíticos e aditivos (problema de Waring), análise harmônica e combinatória.
Em 1992 recebeu o Prêmio Oberwolfach. Um de seus doutorandos é Valentin Blomer.

## Obras
- Einführung in die analytische Zahlentheorie, Springer Verlag 1995, ISBN 3540588213